# Capa española

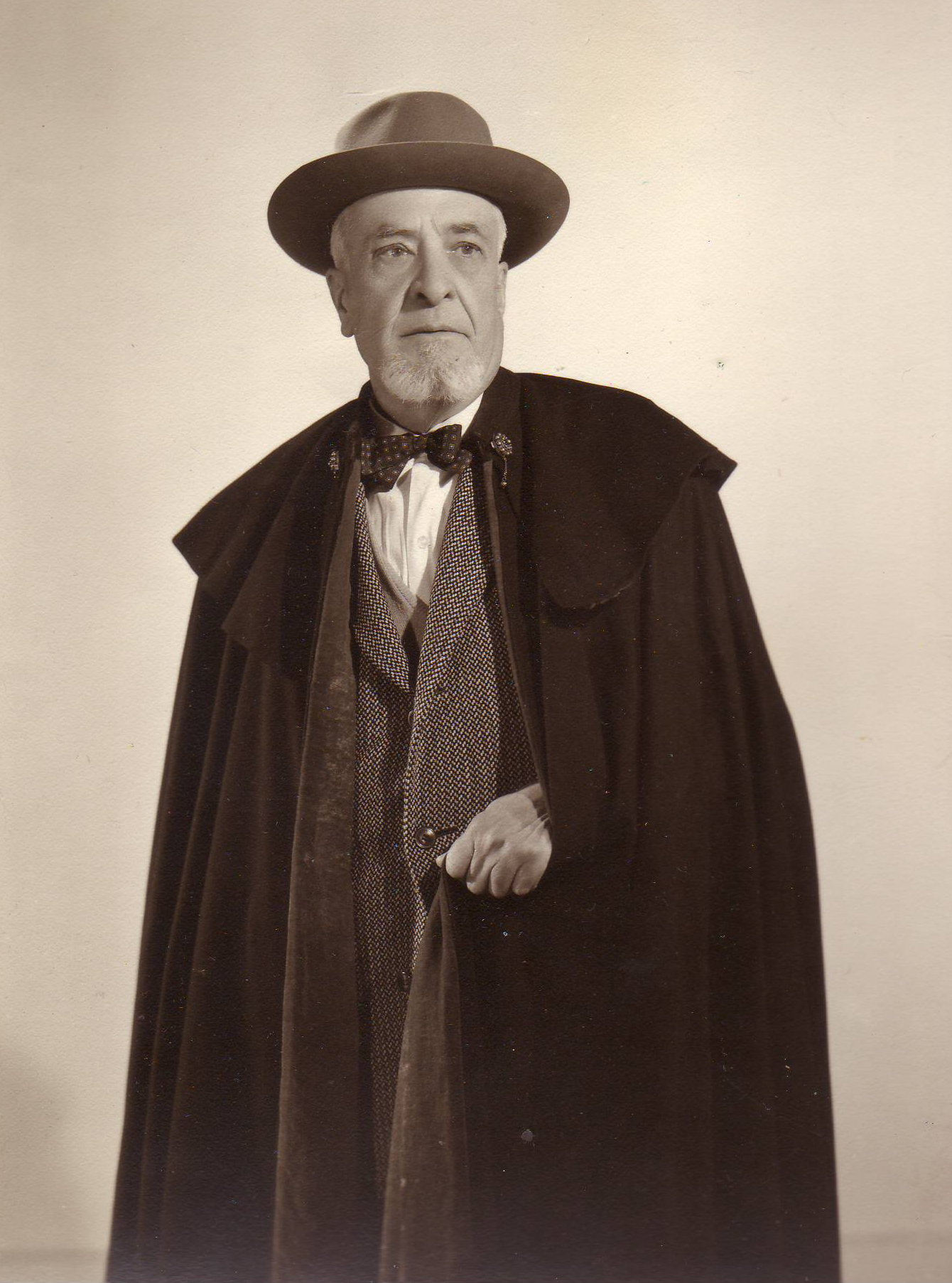
Un hombre vistiendo capa española en el decenio de 1950.

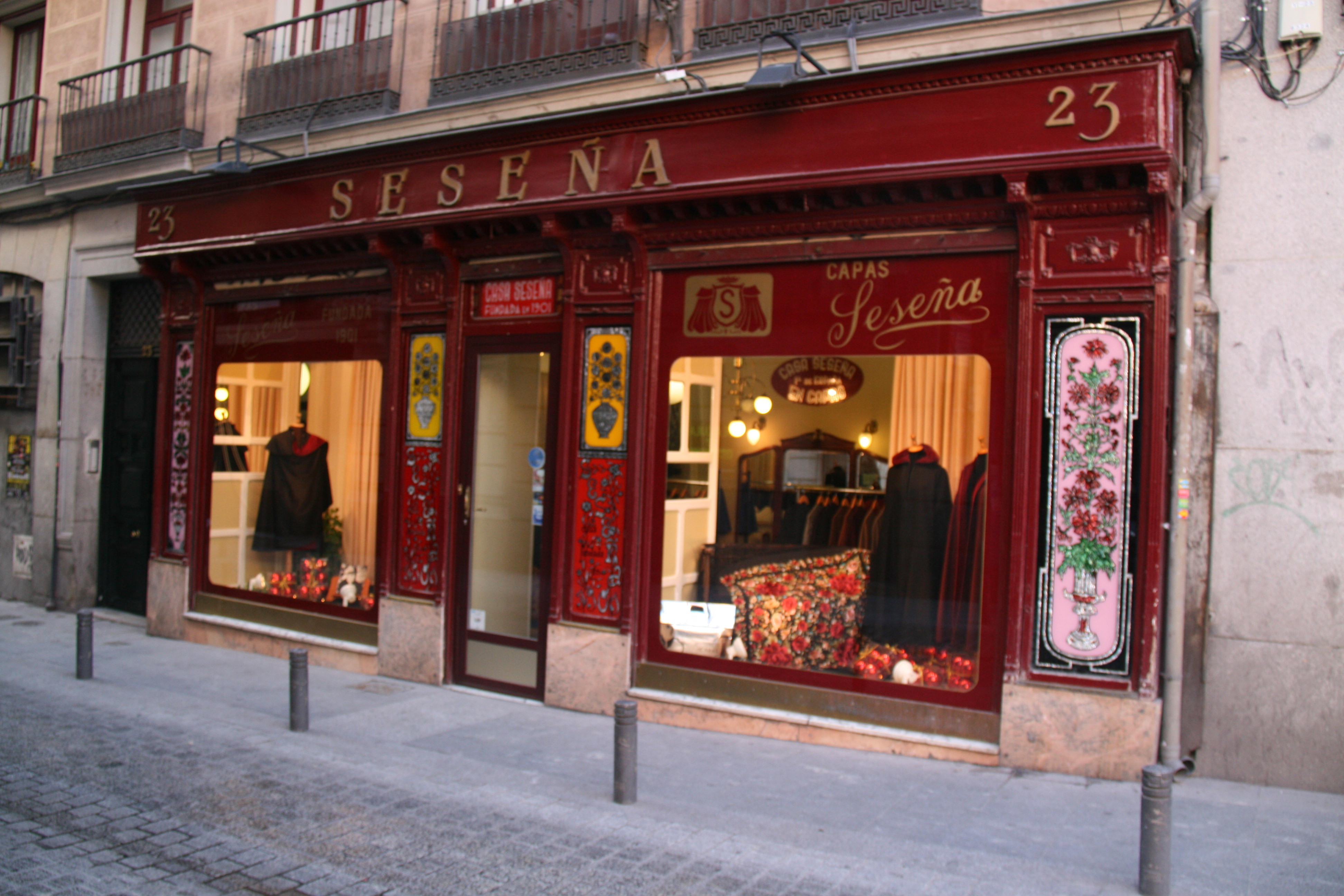
Capas Seseña, tienda de capas en Madrid.

La capa española, es una prenda de vestir larga típica española. Se trata de una prenda de abrigo tradicional que, con el transcurso del tiempo, ha logrado mantener su apariencia de pleno apogeo de uso a finales del siglo XIX. Fue prenda de vestir de sacerdotes y cristianos viejos. Se denomina «castellana» o también «pañosa» a la de hombre, por ser elaborada de paño de color pardo, amplísima de vuelo y sin apenas adornos.

## Historia
Las tribus celtíberas ya empleaban capa en su indumentaria, denominada sago. El uso de la capa fue prohibido por uno de los ministros de Carlos III provocando el inicio del Motín de Esquilache. Uno de los motivos fue precisamente la intervención en la forma de vestir de los madrileños, pretendiendo quitar el uso de capas.
Algunas de las zonas productoras de lana como Béjar (Salamanca) fueron las que realizaron las primeras capas del siglo XIX. Es por esta razón por la que uno de sus precursores iniciales corresponde al Duque de Béjar. En el siglo XIX logra ascender a los ambientes más selectos y logra ser imagen de elegancia y estilo. Su uso se hace muy popular, pero a comienzos del siglo XX comienza el declive de su uso. El periodista Antonio Velasco Zazo funda en Madrid la Asociación de la Capa (denominada «La Capa») en el año 1928 y dedicada íntegramente a la difusión de la capa española como parte de la indumentaria popular madrileña. Se vestía con frecuencia, la «castiza capa castellana», sin dejar por ello de llevar chistera, costumbre habitual entre intelectuales. Aunque la asociación surgió en Madrid, por ser algo también típico en la historia de toda España, existen también sedes de esta asociación en muchas ciudades del país.

## Características
La capa posee ciertas características generales; una de las primeras es que los colores más habituales son el negro (principalmente), azul marino, marrón. Se suele incluir una fíbula (generalmente con formas similares a las de un botón charro). Suele emplearse completamente en lana de oveja, o en proporciones de 90% lana y 10% cachemira. En la actualidad se suele incluir alguna cantidad de poliamida al tejido. El embozo, es decir, la parte que cubre el rostro, se realiza casi siempre en terciopelo de algodón 100%, y se tiñe también en diversos colores: rojo, granate, verde. Se trata de una prenda de vestir larga y abierta por el torso delantero, sin mangas. Originariamente empleada por hombres, ya a finales del siglo XX comenzaron a existir modelos para mujeres.
En el siglo XX solía emplearse en combinación con otras prendas de vestir, como el frac. Acompañó también como complemento de traje completo y corbata. Cabe pensar que la capa es una indumentaria de respeto, que marcó la tradición de los actos sociales o religiosos de cierta categoría.